# U-Boot-Begleitschiff
U-Boot-Begleitschiff (auch als U-Boot-Tender, U-Boot-Mutterschiff und U-Boot-Depotschiff bezeichnet) ist ein Anfang des 20. Jahrhunderts parallel mit der Entwicklung der U-Bootwaffe entstandener Hilfsschifftyp in den Kriegsmarinen. Es dient der Versorgung und als schwimmender Stützpunkt für U-Boote und soll die Einsatzbereitschaft von U-Booten abseits von landgestützten Stützpunkte gewährleisten. U-Boot-Begleitschiffe können unter anderem als schwimmende Reparaturstützpunkte, Wohnschiffe für U-Boot-Besatzungen und Kommandoschiffe dienen. In kleineren Flotten wird dieser Schiffstyp auch für andere Aufgaben herangezogen oder von anderen Hilfsschiffen ersetzt. Als U-Boot-Begleitschiffe wurden und werden spezielle Neubauten, aber auch zu diesem Zweck umgebaute Schiffe (ehemalige, meist veraltete Kampfschiffe, andere Hilfsschifftypen und Handelsschiffe) verwendet.

## U-Boot-Begleitschiffe

### Argentinien
- General Belgrano (1933–1941 ausgemustert), auch U-Boot-Dockschiff
- Independencia (1947–1948)

### Brasilien
- Ceara (1915–1946 ausgemustert), auch U-Boot-Dockschiff

### Deutsches Reich
Neubauten
- Saar (1934–1945), als Gustave Zédé an Frankreich
- Wilhelm Bauer (1938–1945), versenkt
- Waldemar Kophamel (1939–1944), versenkt, gehoben und als Kuban an die UdSSR
- Otto Wünsche (1940–1945), als Petschora an die UdSSR

Umbauten (in Klammern Indienststellung)
- Weichsel ex Syra (1937–1945), als Donjez an die UdSSR
- Donau ex Nicea (1937–1945), gekentert und abgewrackt
- Warnow ex Vorwärts (1938–1945), nach dem Krieg zuerst britisches Arrestschiff in Hamburg, danach zurück an Reederei
- Erwin Waßner (1938–1944), versenkt
- Lech ex Panther (1939–1945), an die USA, 1949 als Artsa an Israel
- Isar ex Puma (1939–1945), als Njemen an die UdSSR
- Ammerland ex August Schulte (1940–1945), gesunken nach Kollision
- Neiße ex Minna Horn, ex Claus Horn, ex Claus (1940–45), an German Minesweeping Administration, 1947 an Jugoslawien

Sicherheitsschiffe des U-Boot-Abnahmekommandos
- Messina (1937–1945), als Poljus an UdSSR
- Möwe (1940–1945), versenkt
- Helgoland (1941–1945), zurück an Reederei
- Ruhrort (1942–1944), versenkt und nach dem Krieg abgewrackt.

Zu den U-Begleitschiffen gehören im weiteren Sinne noch 15 Torpedoklarmachschiffe sowie 7 Begleitschiffe von U-Boot-Ausbildungs- und Lehrkommandos der deutschen Kriegsmarine, die hier nicht aufgezählt sind.

### Deutschland
- Lahn (A55), Klasse 403, 1. U-Bootgeschwader (24. März 1964 – 25. April 1991)
- Lech (A56), Klasse 403, 3. U-Bootgeschwader (8. Dezember 1964 – 30. Juni 1989)
- Main (A515), Klasse 404, 1. U-Bootgeschwader (23. Juni 1996 – )

### Großbritannien

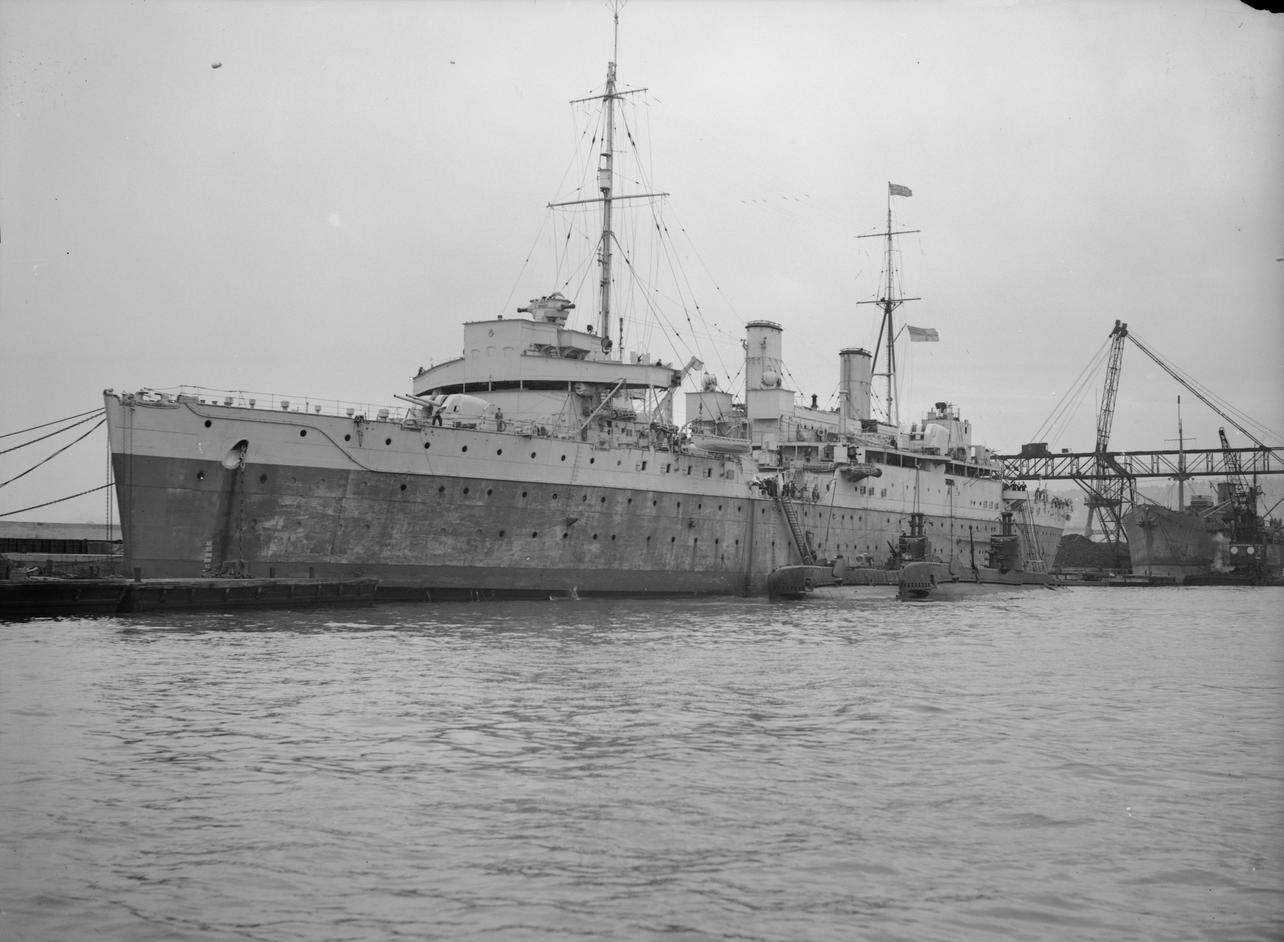
Maidstone, April 1943, Algiers

- Forth (1938–1985 abgewrackt)
- Maidstone (1937–1978), abgewrackt
- Medway (1928–1942), versenkt
- Titania (1915–?)
- Alecto (1911–?)
- Lucia (1907–?)
- Cyclops (1906–?)
- Cochrane (1903–?)

### Chile

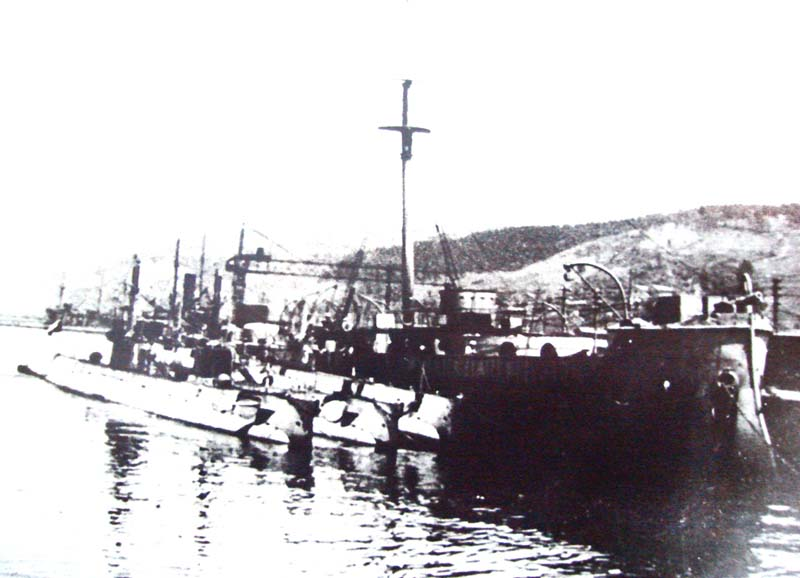
Die Huáscar 1918 als Mutterschiff von sechs chilenischen U-Booten der Baureihe 602 der Holland-Klasse

- Huáscar (1917–1924)
- Araucano (1929–?)

### Dänemark
- Henrik Gerner (1964–1975), auch Werkstattschiff und Minenleger

### Finnland
- Louhi (1916–1945 versenkt), auch Minenleger

### Frankreich
- Rhone (1962–?)
- Jules Verne (1931–1961 außer Dienst)
- Pollux (1917–?), auch Seeflugzeugtender
- Castor (1916–?), auch Seeflugzeugtender

### Griechenland
- Ifaistos (1920–?), auch Werkstattschiff

### Indien
- Amba (1968–?)

### Italien
- Antonio Pacinotti (1922–?)
- Alessandro Volta (1921–?)
- Sebastiano Caboto (1912–?)

### Japan
- Yasukuni Maru (1941–1944)
- Rio de Janeiro Maru (1941–1944)

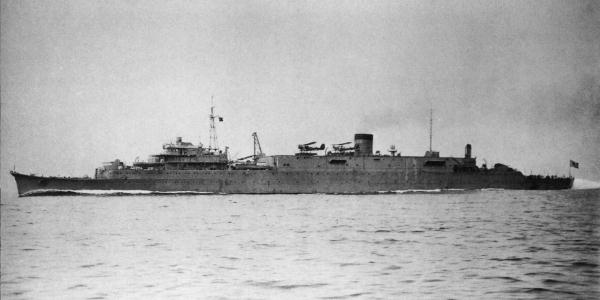
U-Boot-Begleitschiff Tsurugisaki (1939)

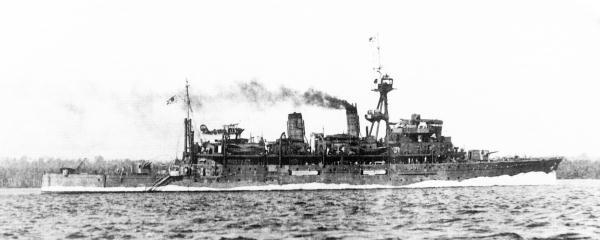
U-Boot-Begleitschiff Chōgei (1942)

- Takasaki, als Leichter Flugzeugträger fertiggestellt
- Tsurugisaki (1939–1941), ab 1941 Umbau zum Leichten Flugzeugträger
- Taigei (1934–1941), ab 1941 Umbau zum Leichten Flugzeugträger
- Chōgei (1924–1945)
- Jingei (1923–1944)
- Komahasi (1913–?), auch Vermessungsschiff
- Karasaki (1896–?)
- Ataka (1922–?), auch Kanonenboot

### Jugoslawien
- Zmaj (1929–1941), auch Wasserflugzeug-Mutterschiff, von deutscher Kriegsmarine übernommen
- Hvar (1896–?)

### Lettland
- Varonis (1908–1940), auch Eisbrecher, von UdSSR übernommen

### Niederlande
- Cornelius Drebbel (1915–?)

### Norwegen
- Horten (1977–?), auch für Schnellboote
- Sarpen (1860–?), auch Werkstattschiff

### Österreich-Ungarn

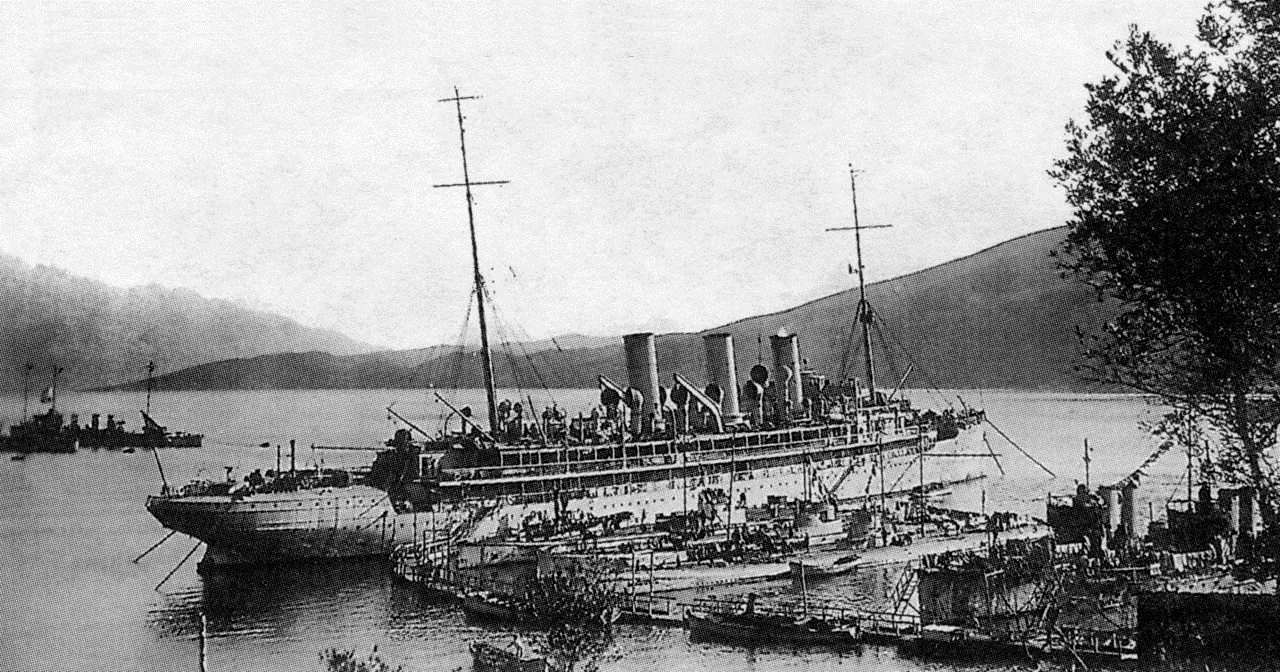
Die SMS Gäa mit U-Booten in Cattaro

- SMS Gäa (1915–1918)
- SMS Pelikan (1909–1918)

### Peru
- Lima (1880–?)

### Polen
- Sławomir Czerwiński (1932–1937)

### Rumänien
- Constanța (1929–1944), auch Kadettenschulschiff

### Schweden
- Patricia (1926–?)
- Svea (1885–?)

### Sowjetunion
- Iwan Kutscherenko (1961–?)
- Iwan Kolyskin (1962–?)
- Iwan Wachremew (1962–?)
- Wolga (1972–?)
- Smolny (1907–?)
- Trefoljew (1893–?)

### Thailand
- Angthon (1918–?)

### Türkei
- Umur Bey (1955–?)
- Atak (1938–?), auch Minenleger
- Dalaitch (1938–?), auch Minenleger
- Erkin (1923–?)

### USA

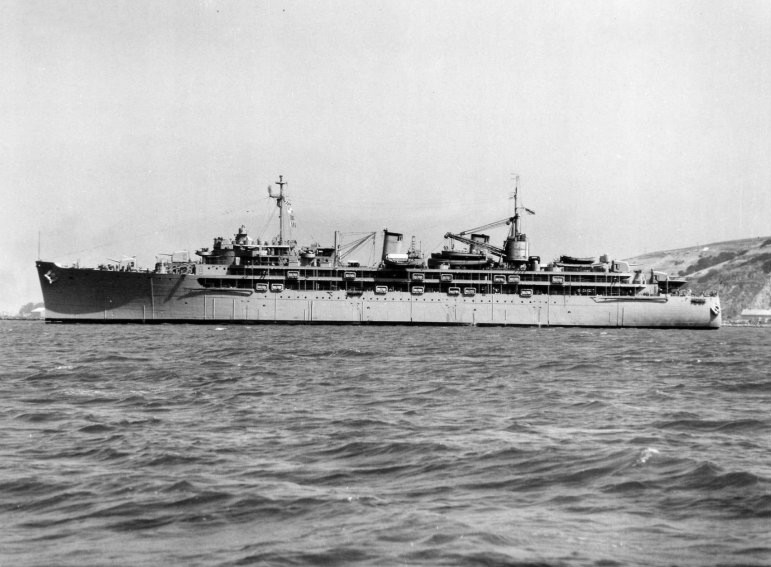
U.S. Navy U-Boot-Tender USS Bushnell (AS-15), 11. August 1947

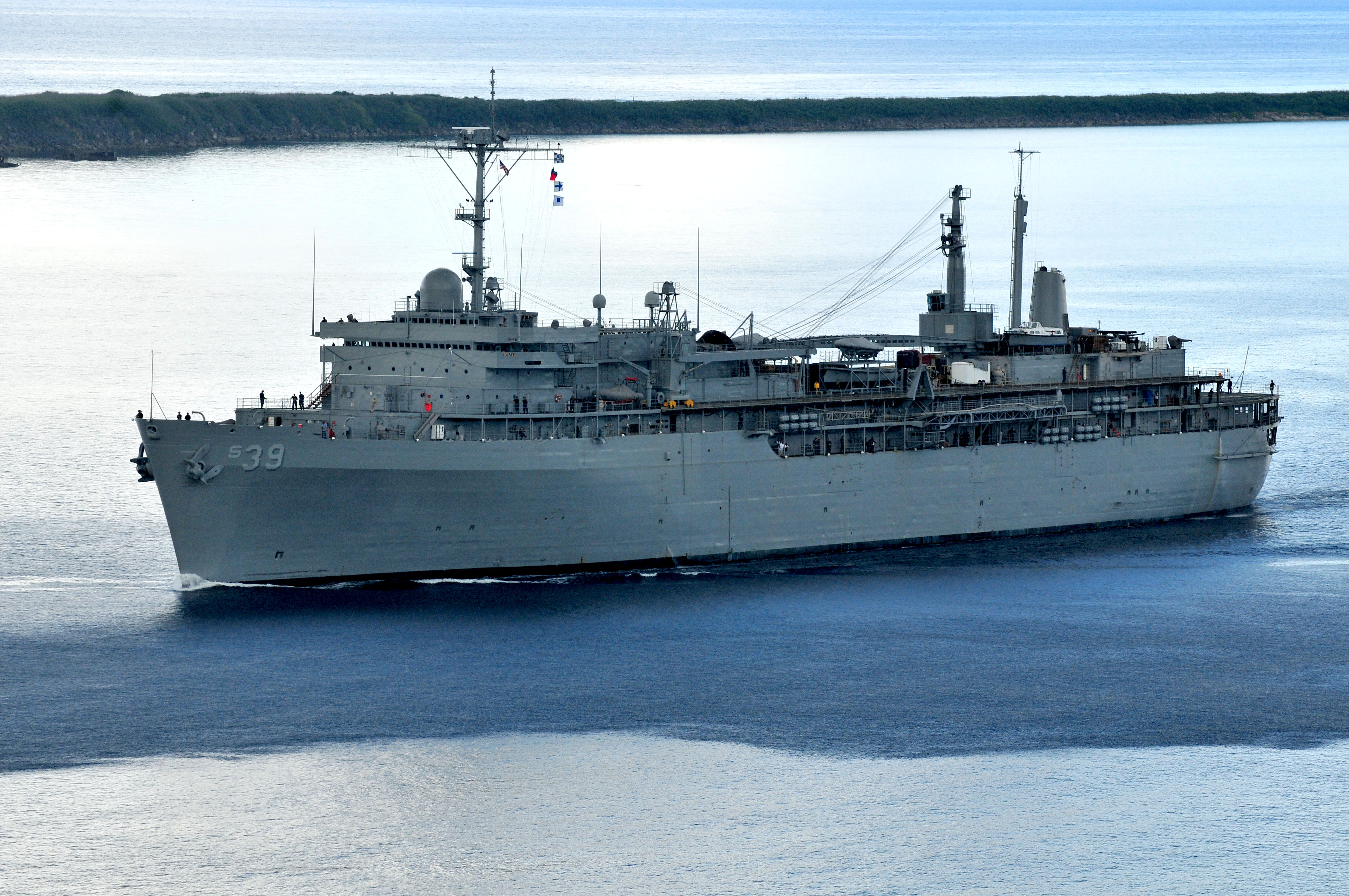
U.S. Navy U-Boot-Tender USS Emory S. Land (AS 39), 23. Juli 2010

- McKee (1978–?)
- Frank Cable (1976–?)
- Emroy S. Land (1976–?)
- Dixon (1967–?)
- L.Y. Spear (1976–?)
- Canopus (1964–?)
- Simon Lake (1962–?)
- Holland (1962–?)
- Hunley (1960–?)
- Fulton (1940–?)
- Holland (1926–?)
- Argonne (1920–?)
- Canopus (1921–1942)
- Beaver (1910–?)
- Camden (1900–?)
- Macaw (?–1944 gestrandet)